# فین بوچر
فین بوچر (انگلیسی: Finn Butcher؛ زادهٔ ۱۷ مارس ۱۹۹۵) قایقران کایاک اهل نیوزیلند است.
وی در مسابقات کشوری و بین‌المللی در مجموع برندهٔ ۱ مدال طلا، ۱ مدال نقره شده است.